# Newton Hamilton
Newton Hamilton é um distrito localizado no estado norte-americano de Pensilvânia, no Condado de Mifflin.

## Demografia
Segundo o censo norte-americano de 2000, a sua população era de 272 habitantes.
Em 2006, foi estimada uma população de 259, um decréscimo de 13 (-4.8%).

## Geografia
De acordo com o United States Census Bureau tem uma área de
0,5 km², dos quais 0,4 km² cobertos por terra e 0,1 km² cobertos por água. Newton Hamilton localiza-se a aproximadamente 166 m acima do nível do mar.

## Localidades na vizinhança
O diagrama seguinte representa as localidades num raio de 12 km ao redor de Newton Hamilton.